# カルピス
カルピスは、アサヒ飲料の機能子会社となる日本の乳製品メーカーのカルピス株式会社（英: Calpis Co., Ltd.）及び、同社が製造してアサヒ飲料が販売する乳酸菌飲料の名称である。アルファベット表記はCALPIS、日本以外ではCalpicoとも。
カルピス本社は、東京都渋谷区恵比寿に所在していた。2012年（平成24年）10月にそれまでは味の素が保有していた全株式がアサヒ飲料などを傘下に持つアサヒグループホールディングスに譲渡され、同社の機能子会社となった。2016年（平成28年）1月のアサヒグループにおける飲料事業の再編にともない、アサヒ飲料の機能子会社である2代目法人となり、本社が東京都墨田区吾妻橋のアサヒビール本社ビルへ移転した。同時に「カルピス」の登録商標についても、カルピスから親会社のアサヒ飲料に商標権が移管された。
2020年（令和2年）12月現在のコーポレート・スローガンは「カラダにピース。CALPIS」。ブランド・スローガンは「ピースはここにある。」。

## 企業

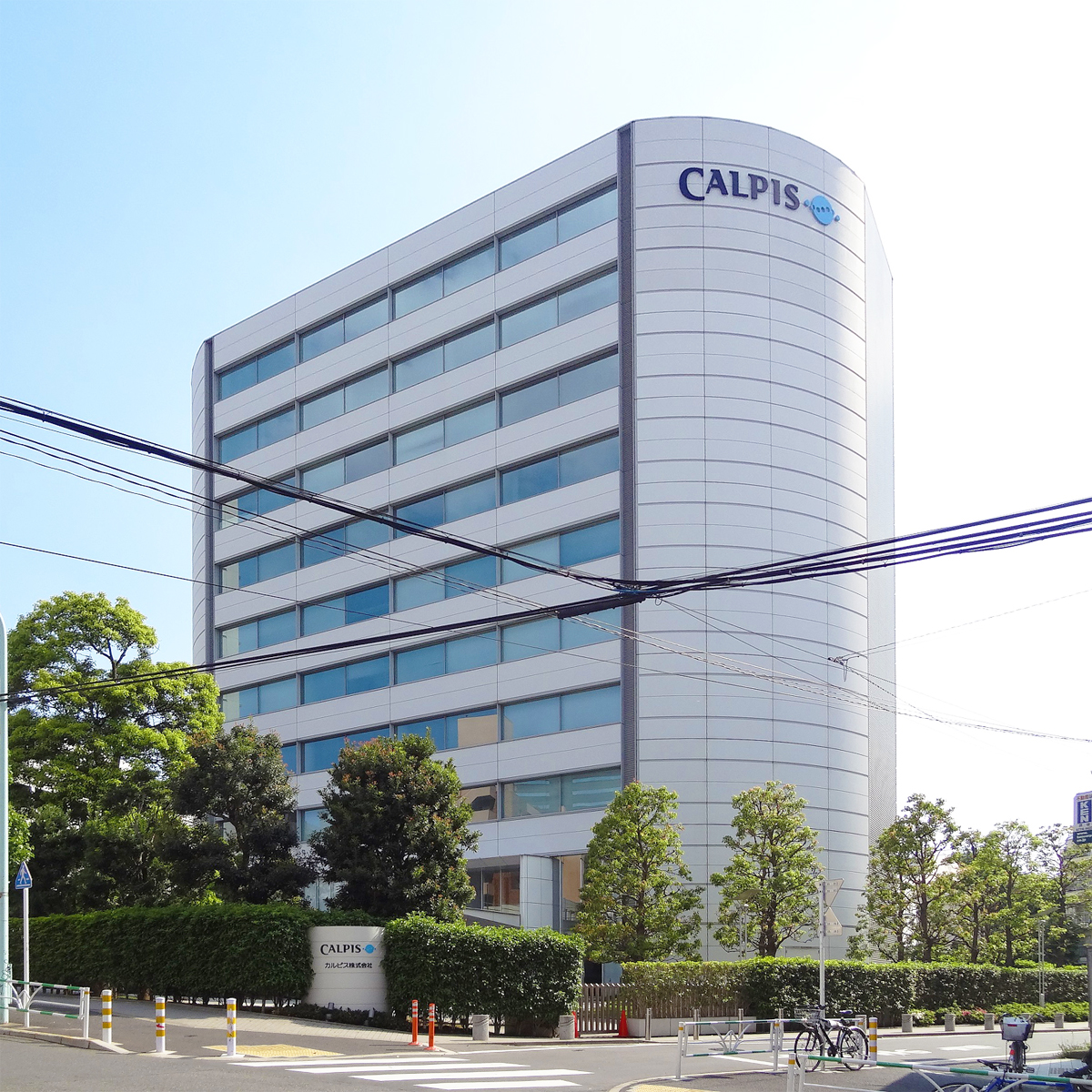
旧カルピス本社
（現在はグループ会社であるアサヒグループ食品の支店となっており、「CALPIS」のロゴも既に撤去済となっている）

企業としてのカルピスの創業者は、僧侶出身の三島海雲である。
20世紀の初頭の創業初期より、後に日本初の乳酸菌飲料となる「カルピス」を生産していた。これと共に、脱脂乳の生産の際に副産品として製造を開始したとされるカルピスバターが主力商品である。
1964年東京オリンピックに際し、94カ国の選手が集まる選手村にカルピスを提供したところ、選手たちの間で人気を博した。これがきっかけで、カルピスは日本国外への進出を決意し、1966年には初の国外現地法人が台湾に作られた。1987年にはアメリカに進出した。Calpisが牛の尿の意味の英語: cow piss「カウ ピス」と聞こえることから、英語が多用されるアメリカ合衆国やイギリス、インドネシアではCALPICO（カルピコ）という名称で販売される。なお、製造情報の欄には輸出会社として「CALPIS CO.,LTD.」と書かれている。
1990年の味の素との提携後は、カルピスを製造時に水で希釈調合しすぐに飲めるようにした清涼飲料水「カルピスウォーター」の生産、ミネラルウォーターの「エビアン」やワインの輸入、カクテル「カルピスサワー」などのアルコール飲料にも進出している。
味の素は2007年6月11日に同年10月1日付で、カルピス株式会社を完全子会社化することで合意したと発表した。カルピス経営陣は他社との提携も考慮したが、今後の少子高齢化で懸念される日本市場の規模縮小と、それを補うための海外市場展開、さらには、いわゆる三角合併の解禁による海外企業の買収攻勢への対応を見据え、この統合案しかないと表明。苦渋の決断だったとしている。
2012年5月8日、味の素がアサヒグループホールディングスにカルピスの全株式を2012年10月1日付、約1200億円で売却する内容の株式譲渡契約締結が発表された。同年10月に株式譲渡が行われ、アサヒグループホールディングスの子会社となった。同時に「業務提携：味の素株式会社」の記載も削除されている。統合後はアサヒ傘下の会社とマレーシアにてカルピス飲料を共同開発し、東南アジア向けに現地の趣向に対応させ、ハラル認証も取得している。
2016年1月1日にアサヒグループの飲料事業の再編が行われ、事業ごとにグループ会社へ継承・移管した後、アサヒ飲料と合併。カルピスで行われていた国内飲料製造事業と乳製品事業はカルピスフーズサービスへ継承され、（2代目）カルピスとしてアサヒ飲料の機能子会社となった。

### 沿革
沿革については下記を参照。

#### 初代会社
- 1916年4月 - 前身となる醍醐味合資会社を設立。
- 1917年 - ラクトー株式会社設立。
- 1919年（大正8年）7月7日 - カルピス発売。
- 1923年（大正12年） - カルピス製造株式会社に商号変更。
- 1948年（昭和23年） - カルピス食品工業株式会社に商号変更。
- 1951年（昭和26年） - 乳及び乳製品の成分規格等に関する省令（昭和26年厚生省令第52号）によりカルピスが日本で初めての乳酸菌飲料となる。
- 1987年（昭和62年） - フランスBSNグループ（現:グループ・ダノン）と業務提携。
- 1990年（平成2年）
  - 1月 - いわゆる「黒人マーク」の使用を、人種差別問題に配慮して中止。
  - 8月 - 第三者割当増資を実施。味の素株式会社が増資を引き受け筆頭株主に。
- 1991年 - 味の素株式会社から飲料事業を譲受、両社の缶入り飲料事業を統合。
- 1997年（平成9年） - カルピス株式会社に商号変更。
- 2007年（平成19年）
  - 9月25日 - 上場廃止。
  - 10月1日 - 株式交換により味の素株式会社の完全子会社になる。
  - 10月15日 - アサヒ飲料と自動販売機事業の統合を公表。
  - 12月10日 - アサヒ飲料との共同出資で、自動販売機事業の持株会社「アサヒカルピスビバレッジ株式会社」を設立。出資比率はアサヒ80%・カルピス20%である。
- 2008年（平成20年）1月4日 - 自動販売機事業子会社6社をアサヒカルピスビバレッジに譲渡。
- 2009年（平成21年）10月1日 - 物流子会社のカルピス物流サービスを、相模物流センター及び群馬物流センターは関東エース物流、岡山物流センターは関西エース物流（共に味の素物流の子会社）に譲渡。
- 2012年（平成24年）10月1日 - 株式譲渡によりアサヒグループホールディングス株式会社の完全子会社になる。
- 2013年（平成25年）
  - 1月21日 - 2012年（平成24年）10月31日に締結した業務提携契約に基づき、自社開発のチルド飲料の製造・販売をグループ会社のエルビーへ移管。
  - 8月31日 - 酒類事業を終了（「カルピスサワー」はグループ会社のアサヒビールに移管され、同年12月10日に新仕様で発売される）。
  - 9月1日 - 国内飲料事業（「カルピスサワー」を除く）及び営業部門をアサヒ飲料へ移管統合。これにより、「カルピスサワー」、エルビーが担当するチルド製品を除く日本国内における「カルピス」ブランドの飲料製品のマーケティングと販売をアサヒ飲料が手掛けるようになる。
- 2016年（平成28年）1月1日 - 国内飲料製造事業と乳購買を含む乳製品事業を子会社のカルピスフーズサービスへ、機能性食品（通信販売、素材）事業をアサヒグループホールディングス子会社のアサヒカルピスウェルネスへそれぞれ継承、海外飲料事業および発酵応用研究に関する組織と間接機能の一部をアサヒグループホールディングスへ機能移管した後、アサヒ飲料へ吸収合併され解散。

#### 2代目会社
- 2016年（平成28年）1月1日 - 乳製品の販売を行っていた（初代）カルピス子会社のカルピスフーズサービスが（初代）カルピスから国内飲料製造事業と乳購買を含む乳製品事業を承継して（2代目）カルピス株式会社に商号変更し、アサヒ飲料の子会社に移行。
- 2020年（令和2年）12月末 - この月の製造・出荷分を以って同社が製造する製品（乳製品全般）における「CALPIS」ロゴのCIの商標使用を終了。

### 事業所
- 本社：東京都墨田区吾妻橋1-23-1
- 工場：岡山（工場記号BC）、群馬（工場記号KC）がある。国内工場の屋根は暖色系のオレンジ色に統一されている。

### 由来
1908年、30歳の三島海雲は内モンゴル（現在の中華人民共和国・内モンゴル自治区）を訪れ、そこで口にした酸乳を参考にして、1919年（大正8年）にカルピスを開発・発売し、この飲料と同名の企業の創業者となったと伝えられている。脱脂乳を乳酸菌で発酵（酸乳）しこれに加糖、さらに酵母（馬乳酒中の酵母と近似）による発酵がカルピス独特の風味に不可欠であることは、長く企業秘密とされていたが、1990年代半ばに公開された。
社名は、「カルシウム」とサンスクリットの「サルピス」（सर्पिस्, sarpis, 漢訳：熟酥＝じゅくそ）を合わせたものである。社名を決める際、サンスクリット「サルピルマンダ」（sarpir-maṇḍa, 漢訳：醍醐）を使用し、「サルピス」・「カルピル」とする案も存在した。同社では重要なことを決める際には、その道の第一人者を訪ねる「日本一主義」があった。これにより、当時音楽の第一人者だった山田耕筰に社名について相談したところ、「カルピス」が最も響きが良いということで現行社名・商品名になったという。
元々は、パナマ帽を被った黒人男性が、ストローでグラス入りのカルピスを飲んでいる図案化イラストが商標だった。これは第一次世界大戦終戦後のドイツ帝国で苦しむ画家を救うために、社長の三島が開催した「国際懸賞ポスター展」で、3位を受賞したドイツ人デザイナーのオットー・デュンケルスビューラーによる作品を使用したものである。1989年（平成元年）に一部から「差別思想につながる」との指摘を受け、パッケージリニューアル時にこのマークは使用されなくなったが、マーク中の「渦巻き状のストローが入ったグラス」の意匠はややデザインを変えつつ、現在も一部のパッケージに受け継がれている。なお、カルピスはかつてのロゴの図案を白黒反転させたマークも商標登録している。

## 商品

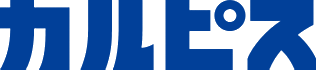
「カルピス」のロゴタイプ
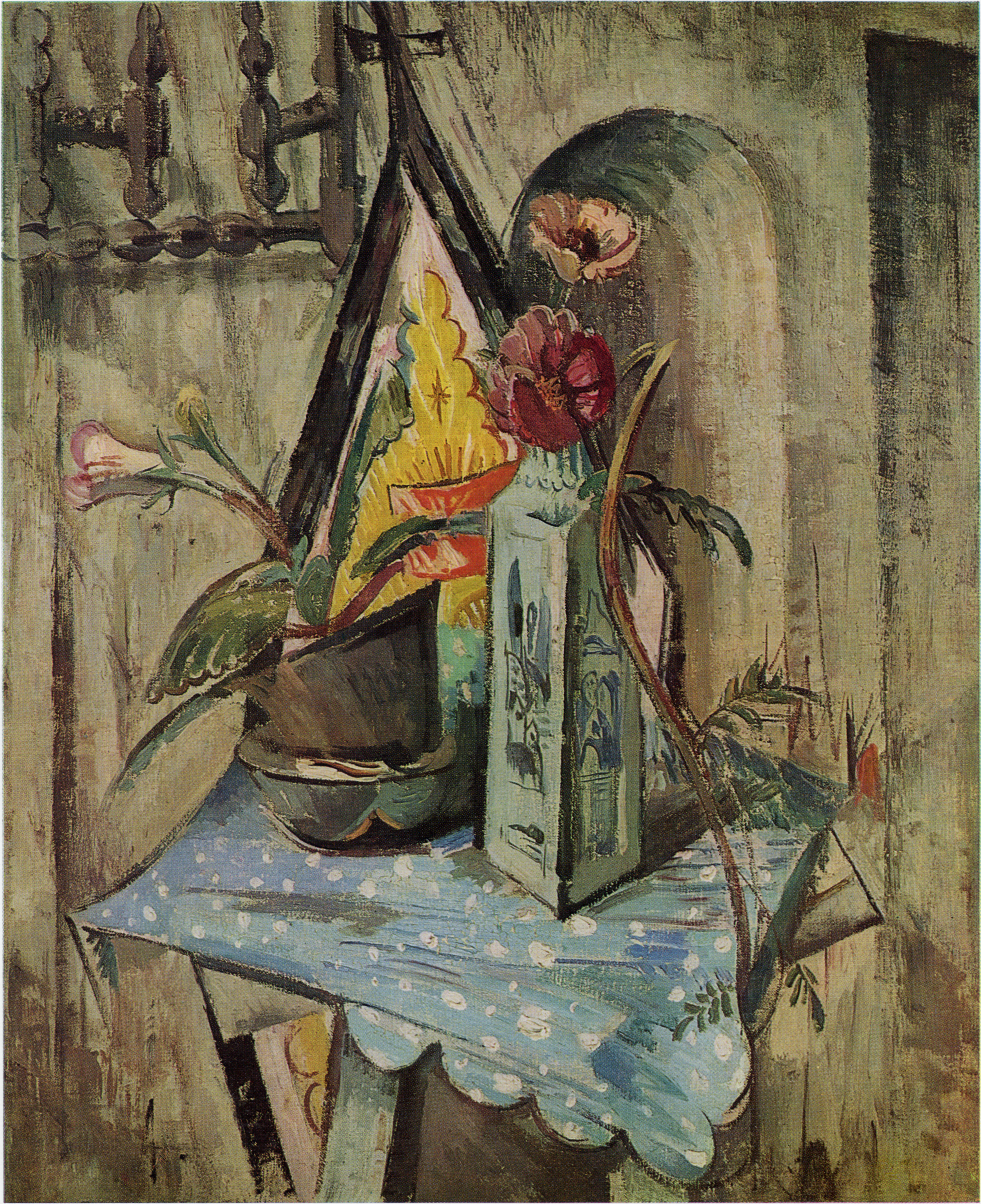
1924年（大正12年）の「カルピスの包み紙のある静物」中村彝筆 （茨城県近代美術館蔵）
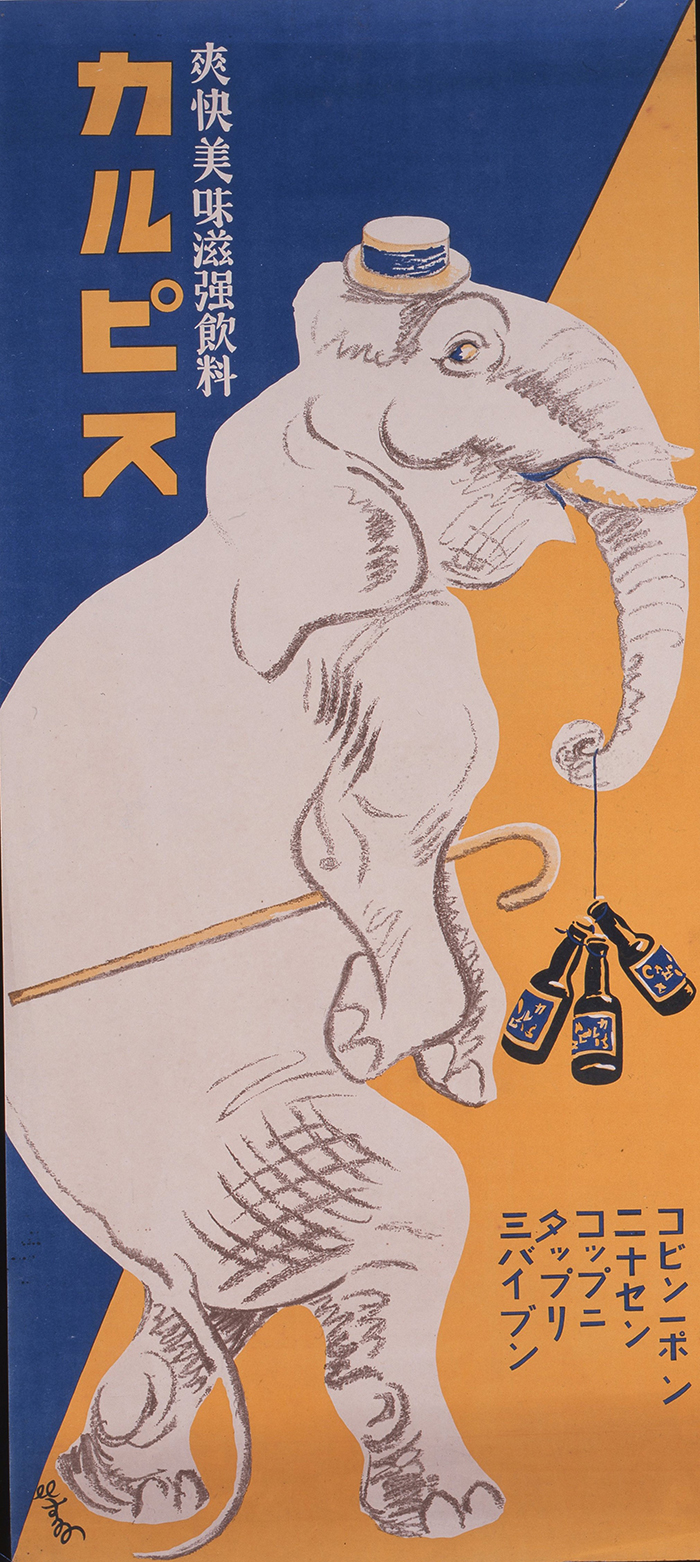
「爽快美味滋强飲料 カルピス」杉浦非水デザインポスター（1926年（大正15年）
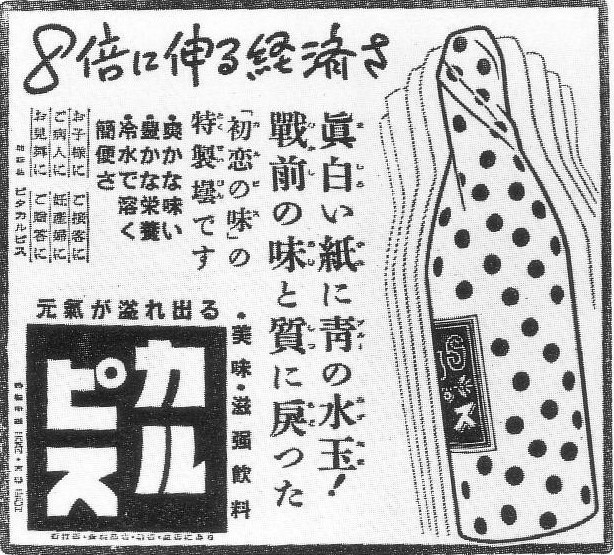
「朝日新聞」1950年（昭和25年）6月1日付に掲載されたカルピスの広告
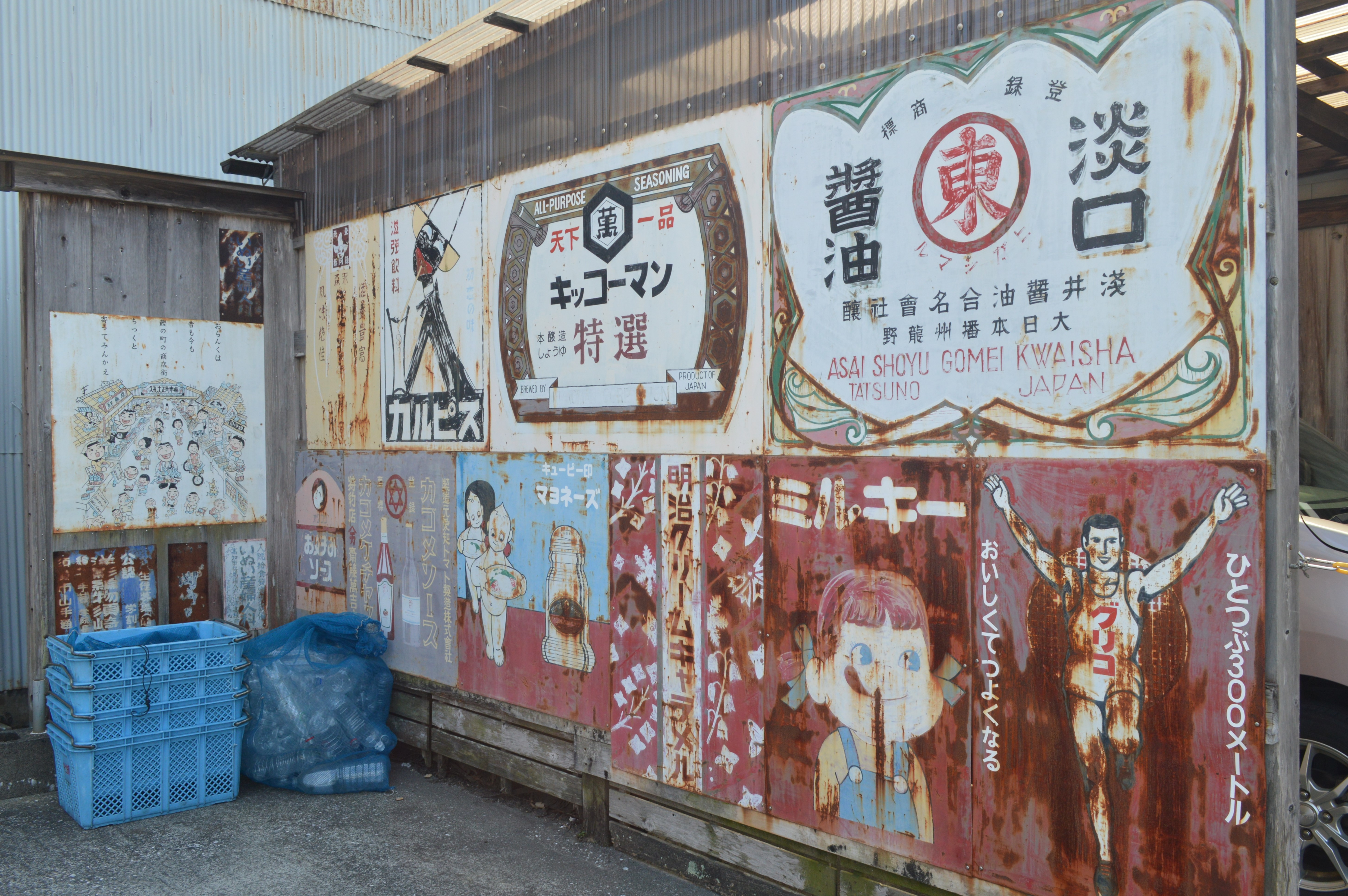
高知県久礼お宮さん通り商店街のホーロー看板。上段の左から2番目にリニューアル前まで長らく使われたカルピスマークがある。

### カルピス

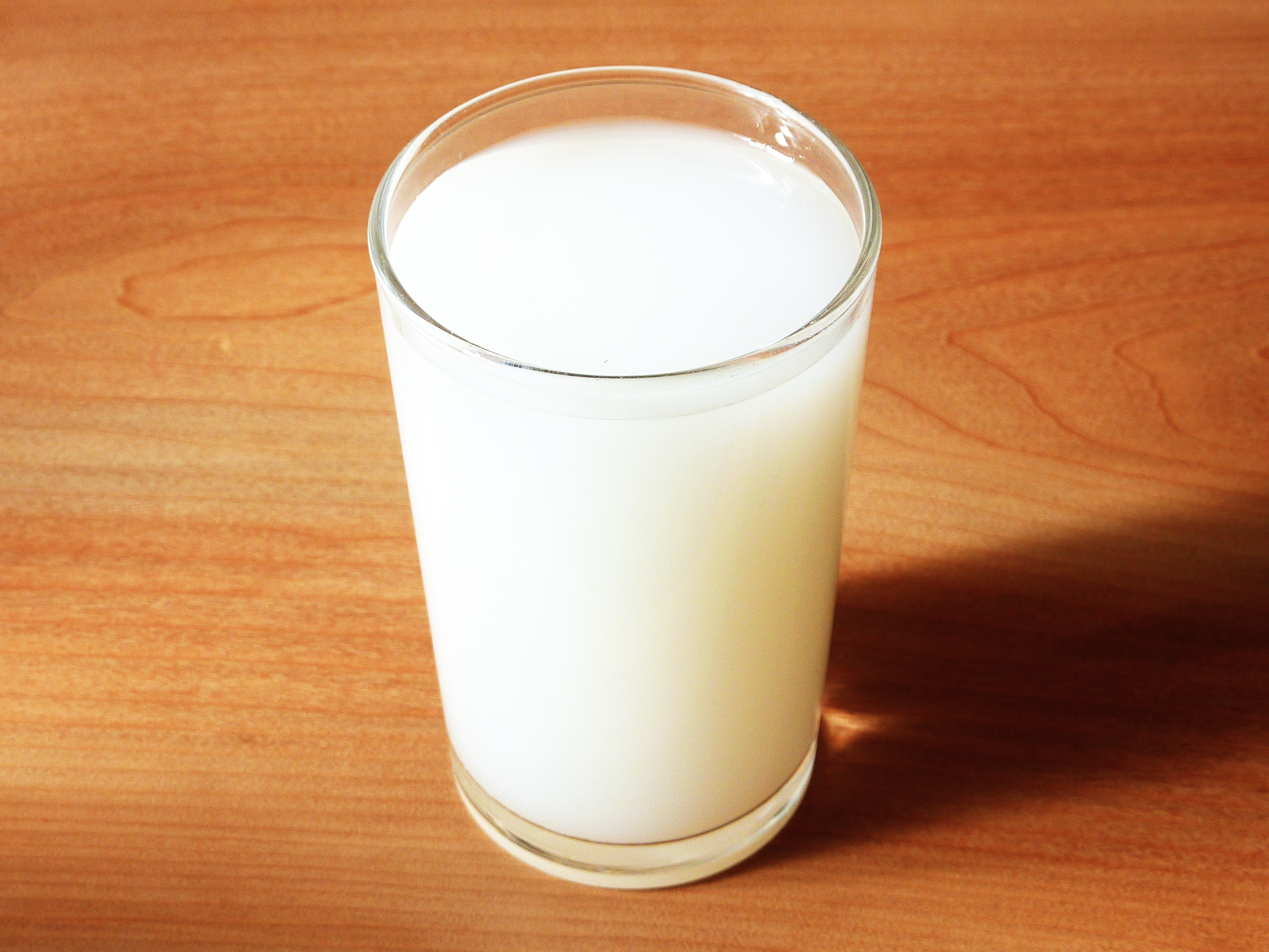
カルピスウォーター

乳酸菌飲料のカルピスの原液は非常に高濃度で、そのままでの飲用は推奨されていない。水、湯または牛乳で2.5から5倍程度に希釈して飲用とする。原液はその濃さから常温保存しても腐敗しにくい性質があり、戦前は一般家庭の常備品や大日本帝国軍の補給品として、戦後は贈答用として広く使われていた。また、原液のままでかき氷にかけてシロップとしても使える。
飲料のカルピスは1919年（大正8年）7月7日に販売が開始された。当時のカルピスは現在の薬用養命酒のような下膨れのビン詰めで、ミロのヴィーナスが描かれた紙箱の包装だった。1922年に水玉模様の包装紙を巻いたものになる。カルピスのパッケージの水玉模様は、発売日の七夕に因んで天の川をイメージしたもの。最初は青色地に白い無地玉で、1949年（昭和24年）に色を逆にし、白地に青い水玉とした。
1927年（昭和2年）には森永乳業よりコーラスが発売され、1980年代まで人気を二分した。
1941年に軍用カルピス、1943年に軍用ビタカルピスが製造され、大日本帝国陸軍の原料資材提供を受け、兵士の健康飲料とされた。ビタカルピスはオレンジ色の水玉模様の包装紙で包まれていた。軍隊調理法にも、練乳とクエン酸などを混ぜて作る代用品である「カルピス様飲料速製法」というレシピが載っている。
1958年に「濃縮オレンジカルピス」が登場のしたのを皮切りに、60年代初頭には「オレンジカルピス」ほかフルーツ味の瓶入り製品を展開した。
その後は希釈済みの製品として、1973年に炭酸水で希釈したカルピスソーダを発売。炭酸水希釈のソーダ飲料としたのは、当時の技術では普通の水による希釈では、長期の品質維持に問題があったためである。1980年代も終盤に差し掛かると生活様式の変化により、飲用時に希釈が必要な従来の原液カルピスは、一般家庭では徐々に疎遠な存在となっていった。1991年には、希釈の手間を省いたカルピスウォーターが発売され、大ヒット商品となった。また、1998年にはフルーツカルピスシリーズで初めてのカロリーオフ製品である「桃とカルピス」を売り出し、成功を収めた。
原液のカルピスは、瓶詰めの商品で、瓶が重いことなどから1995年（平成7年）に紙パック入りが登場し、商品のコンパクト化が実現された。これが近年の販売の主体となっている。
2002年（平成14年）、カルピスを飲んだとき、口の中に白い塊ができるのを防止するため大豆多糖類が加えられた。この白い塊はカルピスに含まれるカゼインと唾液成分のムチンとが反応してできるものである。この白い塊はネット上の一部で「カルタン」と呼ばれていたが、当然ながら正式な名称ではない。
2012年（平成24年）4月9日より、新たに開発した4層構造のプラスチックボトル「ピースボトル」を採用。レギュラー・ダイエット・ぶどうが全面リニューアルし、新規発売のオレンジとマンゴーも同じ「ピースボトル」を採用。主原料の砂糖・生乳の価格高騰が続いていることから、希望小売価格は据え置きながら、内容量は従来の紙容器から30 ml少なくなり、470 mlとなった。
このピースボトルのモチーフは、昔の水玉包装のカルピスで、懐かしさや親しみを与えようとデザインされた。風味維持のために光、空気を遮断する、プラスチック4層構造。ペットボトルよりも耐熱性に弱い素材であり、カルピス製造時の熱殺菌、充填、冷却に伴う容器の変形を防ぐための様々なノウハウが必要だという。紙パックに比べ、持ちやすいようにカーブをもたせている。また液切れのよいキャップを採用することで、薄めて飲むこと以外のかき氷に掛けるなどの用い方にも、配慮している。廃棄の際もキャップとボトルとラベルは同じ素材で分別不要である。
2019年（平成31年）1月出荷分よりラベルの意匠が変更され、カルピスのブランドからアサヒのブランドへ変更となった。同年（令和元年）7月7日で、販売開始から1世紀（100年）に到達。
コロナウイルスの流行による外出自粛に伴い、2020年はカルピス（原液）の出荷量が過去最高を記録した。
2020年4月7日には豆乳を原材料とする「グリーンカルピス」が発売された。この製品は2023年6月をもって終売としたものの、乳アレルギーの子どもやその家族から再販を望む声が寄せられ、2025年3月4日には後継製品である「豆乳生まれのカルピス」が発売された。

#### 自社の派生商品
これらの派生製品は、アサヒ飲料との合併後も引き続き自社で製造・販売されている。いずれも乳酸菌飲料としてのカルピスの成分は含まれない。
- カルピス（株）バター・カルピス（株）特撰バター - カルピスの製造工程で、脱脂乳を製造する過程で生まれる乳脂肪分を活用したバター。業務用が中心だが、「特撰バター」は一般家庭用として市販されている。
- カルピス（株）フレッシュクリーム - バター同様に製造工程での乳脂肪分を活かした、業務用の生クリーム。

#### アサヒグループが発売する派生商品
| 商品名                                   | 販売時期                         | 備考 |
| ---------------------------------------- | -------------------------------- | --- |
| カルピス カロリー60%オフ                 | 2015年3月                        | 以前発売されていた「カルピスダイエット（2006年発売）」同様、通常の「カルピス」に比べてカロリー60%カットしたことに加え、「カルピス」と同量の発酵乳を配合しつつ、専用開発の発酵技術により糖質も60%カットを実現した。 |
| カルピス ぶどう                          |                                  | |
| カルピス みかん                          |                                  | |
| カルピス いちご                          | 2015年11月9日から2016年2月末日   | |
| カルピス マンゴー                        |                                  | |
| カルピスウォーター                       | 1991年発売                       | 薄めずに飲める手軽さから大ヒットとなった。 |
| カルピスソーダ                           | 1973年発売                       | 乳性炭酸飲料ブームの先駆け的商品。 |
| カルピスソーダ マスカット味              |                                  | |
| ゼロカロリーのカルピスすっきり           | 2016年4月発売                    | 沖縄海塩をブレンドし、ナトリウムを42 mg/100 ml含有するゼロカロリー設計の乳性飲料。以前発売されていた「カルピスオアシス（2013年（平成25年）4月発売）」の後継製品。 |
| ぐんぐんグルト                           |                                  | 当初は「カルピス」ブランドで販売されていたが、2019年10月のリニューアルに伴い、順次「アサヒ」ブランドへ変更された。 |
| カルピス酸乳 アミールS                   |                                  | カルピスの製造過程で生まれる酸乳の血圧抑制効果に着目した健康飲料。特定保健用食品認可。普及初期のテレビCMには長嶋茂雄が起用された。当初はグリーンの瓶入りで発売されていたが、現在はペットボトル入りである。 |
| 届く強さの乳酸菌                         |                                  | 「カルピス由来の乳酸菌科学から」シリーズ。プレミアムガセリ菌CP2305配合 |
| 守る働く乳酸菌                           |                                  | 「カルピス由来の乳酸菌科学から」シリーズ。L-92乳酸菌配合 |
| 味わいメロンクリームソーダ               |                                  | |
| アサヒおいしい水 プラス カルピスの乳酸菌 | 2016年7月                        | 天然水に「カルピス」の乳酸菌を加えて「クリアウォーター製法」で仕上げたフレーバーウォーター。カルピスとアサヒ飲料の統合により、「カルピス」と「アサヒおいしい水」が同じアサヒ飲料のブランドとなったことで実現した製品でもある。「アサヒおいしい水」の項目も参照。 |
| 濃いめのカルピス                         | 備考欄参照                       | 2015年に夏季限定で販売された「夏のこく甘カルピス」が好評であったことから商品名とパッケージを変えてリニューアル、2016年（平成28年）に夏季限定で販売された。カルピスを濃いめに調製し、宮古島の雪塩をブレンドした商品。乳成分量の配合量がカルピスウォーターの2倍となっている。売り上げは好評であり、2017年（平成29年）6月6日からはパッケージをリニューアルした上で通年販売となった。2018年（平成30年）3月13日には「冷凍でもおいしい」との表記を加えたパッケージにリニューアルされた。2018年（平成30年）9月25日には秋冬用にリニューアル。はちみつをブレンドし、パッケージ側面には「容器に移してレンジで温めてもおいしい！」との表記が追加された。また今期より人工甘味料の使用を取りやめている。2019年（平成31年）3月26日にはボトルを高く、中央がくびれた形のペットボトル入りにリニューアルされた（自販機用を除く）。なお、2020年（令和2年）3月からは、無炭酸カルピスの派生商品としては異例の単独TVCMが開始された。 |
| カラダカルピス                           | 2017年4月4日発売                 | 体脂肪を減らす機能を持つ乳酸菌CP1563株を配合した機能性表示食品。スパーリングやBIOなどの派生商品も開発。 |
| グリーンカルピス                         | 2020年4月7日発売 - 2023年6月終売 | 乳成分を使わず豆乳を発酵させて誕生した清涼飲料水 |
| カルピス ライトブルー                    | 2021年4月13日                    | 砂糖由来の甘味料は一切使用せず、代わりに白ぶどうとレモンの各果汁と天然甘味料のステビアを加え、すっきりとした甘さに仕上げた乳性飲料。100gあたりのエネルギーは13kcalと、カロリーオフ設計である。 |
| カルピスウォーター 氷点下ピーチ          | 2023年7月18日                    | シリーズ初のピーチフレーバーを採用。凍結した桃の果実から高圧で抽出したエキスがブレンドされている。 |

| 商品名                                  | 販売時期     | 発売元                               | 備考 |
| --------------------------------------- | ------------ | ------------------------------------ | --- |
| カルピス×ミンティア                     | 2015年3月2日 | アサヒグループ食品（アサヒブランド） | タブレット「ミンティア」のカルピスフレーバー。2015年12月には赤パッケージの「受カルピ～ス!」仕様が数量限定で発売された（なお、「受カルピ～ス!」もアサヒ飲料の登録商標である）。 |
| カルピスタブレット                      |              | アサヒグループ食品（アサヒブランド） | |
| カルピスキャンディ                      |              | アサヒグループ食品（アサヒブランド） | かつてはカンロ株式会社から販売されていたが、カルピス社のアサヒグループ入りに伴い、アサヒフードアンドヘルスケアからの販売に移行したのを経て、2016年1月からアサヒグループ食品からの販売に再移行した。 |
| カルピスソフトキャンディ ふんわり仕立て | 2015年11月   | アサヒグループ食品（アサヒブランド） | |
| カルピスグミ                            |              | アサヒグループ食品（アサヒブランド） | |
| カルピスソフトキャンディボール          |              | アサヒグループ食品（アサヒブランド） | |
| カルピスサワー                          | 1994年       | アサヒビール                         | カルピスをウォッカで割ったカクテル。かつては自社で販売していたが、2013年（平成25年）にカルピス社のアサヒグループ入りに伴い、同年12月から同グループ傘下のアサヒビールからの販売に移行した。 |
| はじめてのカルピス                      |              | アサヒグループ食品（和光堂ブランド） | 1歳向けで、カルシウムが入った100mlの紙パックを3本組みにしたもの。発売当初は自社販売だったが、カルピス社がアサヒグループ入りした後の2013年頃から同グループでベビー飲食品を手がけるメーカーの和光堂への移行を経て、2017年7月1日からはアサヒグループ食品に移行される。 2021年にはジュレタイプが登場した。 |

#### 他社との提携商品
他社と提携し、商品名に「カルピス」を冠した商品も数多い。
- ロッテアイス
  - カルピスアイス
  - クーリッシュ×｢カルピス｣
- J-オイルミルズ
  - カルピスソフト - カルピス味のファットスプレッド（カルピスバターとの関連は特にない）。
- エイワ
  - カルピスマシュマロ
- エルビー
2005年から2017年まではアサヒグループだった。グループ離脱後もアサヒ飲料からライセンスを受けて製造販売している。
  - 味わいカルピス
  - 大人の健康カルピス
  - すくすくカルピスキッズ
- UCC上島珈琲
かつてUCCブランドで喫茶店・飲食店向け業務用カルピスを販売していた。現在もAsahiブランドの業務用1Lパックを販売している。

### その他の商品
なお、「カルピス」や後述する「ぐんぐんグルト」を含むカルピスブランドの製品は合併に伴ってアサヒ飲料の製品となった。下記以外の製品についてはアサヒ飲料#主要ブランドを参照。
- ぐんぐんグルト - カルシウムを多く配合した乳性飲料。2003年（平成15年）発売。本製品はアサヒ飲料との合併後も「CALPIS」ブランドのままであったが、2019年夏季出荷分よりパッケージロゴ、キャップロゴともにAsahiブランドに変更された。

### 過去に存在した商品
| 商品名                                | 販売時期              | 備考 |
| ------------------------------------- | --------------------- | --- |
| ザ・プレミアムカルピス                | 2007年                | カルピス社が創業90周年を記念して3種類の乳酸菌をブレンド。 |
| アミノカルピスシリーズ                |                       | |
| カルピス&フルーツ                     |                       | |
| カルピスとマッコリのお酒              | 2010年                | カルピスとマッコリをソーダで割ったもの。 |
| カルピコ                              | 1973年2月             | フルーツ味の炭酸飲料。当初、グレープとプラムの2種類で発売された。コカ・コーラ社の「ファンタ」の圧倒的シェアを切り崩すには至らず、1970年代後半には姿を消した。 なお、カルピコを「カルピス入りコーラ」の品名とする説が一部にあるが、これは誤り。ただし「カルピスソーダ」のラインナップにコーラ味が存在していた時期はある。 後にアメリカで販売される「カルピコ」とは無関係。                                 |
| Sun New                               | 1981年頃              | 現在のアミールシリーズと同様、酸乳に着目した飲料で、品名は「酸乳」をそのまま類似発音の英単語に置き換えたもの。 |
| カピーホワイト                        | 1982年                | 乳成分から作られたアイソトニック飲料で、カルピス版スポーツドリンクという位置づけ。明石家さんまが当時のテレビCMに出演し、CMソングは来生たかおの「まどろみミステリー」、ナレーションには森本レオが起用された。1987年に終売した。 |
| プラムソーダ                          |                       | |
| グレープソーダ                        |                       | |
| フルーツパンチ                        |                       | |
| ダウンタウン・ソーダ・カムニパイ      |                       | |
| オリゴCC                              |                       | 1990年代初期にブームとなった機能性飲料の有力商品の1つ。腸内のビフィズス菌を増やす効果のあるオリゴ糖を配合する。 |
| ちびJ                                 |                       | |
| マイルド ビーアンドエル レモン        |                       | |
| はちみつ家族                          |                       | |
| 牧場のはちみつ                        |                       | |
| 天然水果汁                            |                       | |
| フルーツ合衆国                        |                       | |
| フルーツインシリーズ（100）           |                       | |
| クノールシリーズ                      |                       | |
| 果樹園の風シリーズ                    |                       | |
| のど飴ドリンク                        |                       | |
| まきばのくだものシリーズ              |                       | |
| ピーチソーダ                          |                       | |
| ビター&レモン                         |                       | |
| つぶ入りおしるこ                      |                       | |
| おしるこ                              |                       | |
| おしるこミルク                        |                       | |
| おさるのもんきちシリーズ              |                       | サンリオのキャラクター「おさるのもんきち」を採用したシリーズで、1993年6月下旬にオレンジジュースおよびリンゴジュースとして発売された。 |
| エア                                  | 1992年2月             | 止渇性飲料で、これまでのスポーツドリンクとミネラルウオーターの中間に位置付けられている。 |
| オリゴインレモンつぶつぶ              |                       | |
| ほっとレモン                          |                       | |
| カルピス風味ナタ・デ・ココ            |                       | |
| クセをおさえたキャロット              |                       | |
| 野性直行便 ワイルドブルーベリー       |                       | |
| 炎のトマト                            |                       | |
| レモン&ライムソーダ                   |                       | |
| 乳酸菌（殺菌）入りキャロット          |                       | |
| 北海道ハスカップ                      |                       | |
| すっきりシトラス                      |                       | |
| カルピスポンチ                        |                       | |
| カルピコウオーター                    |                       | |
| 味わいカルピス                        |                       | |
| 完熟ぶどう白                          |                       | |
| 無農薬グレープ&手摘みミックスベリー   |                       | |
| 味わいカルピス                        |                       | |
| カルピス酸乳アミール                  |                       | |
| ホットでおいしいカルピス              |                       | |
| 黒糖オ・レ                            |                       | |
| ヌード（nude）                        | 1998年8月3日（500ml） | 微炭酸飲料。 |
| オラオラ                              |                       | |
| ビター&レモン                         |                       | |
| カルピスクリア                        |                       | |
| 味わいカルピスセレクト                |                       | |
| クリアブレス                          |                       | |
| レモンとカルピス                      |                       | |
| そのままおいしいカルピス ラ・フランス |                       | |
| 林檎とカルピス                        |                       | |
| 夏みかんとカルピス                    |                       | |
| アロエ&カルピス                       |                       | |
| アクアリバイブ                        |                       | |
| オレンジとカルピス                    |                       | |
| 完熟ラ・フランスとカルピス            |                       | |
| アセロラ&カルピス                     |                       | |
| さわやかレモンとカルピス              |                       | |
| エアビー                              |                       | |
| フルーツとカルピス                    |                       | |
| アミノカルピス                        |                       | |
| アセロラC&カルピス                    |                       | |
| カルピス果実体験                      |                       | |
| ミルキュー                            |                       | |
| まろやか果実オ・レ                    |                       | |
| うるおいと輝きセラミド&Q10            |                       | |
| 日向夏&カルピス                       |                       | |
| アサイーチャージ                      |                       | |
| サポーター                            | 1990年代前半          | サッカー日本代表公式スポーツドリンクとして発売された。2000年にその座をキリンビバレッジの「侍」に譲り、当社のスポーツドリンクは「アミノバイタル」に移行した。 |
| オバルチン                            |                       | オリンピック公認の麦芽飲料として日本ではカルピスが販売していた。 |
| エビアン                              |                       | カルピスからの販売は2008年4月13日をもって終了。現在は伊藤園が販売。 |
| ストロングルト                        | 2010年3月29日         | ミルクプロテイン、ミルクカルシウム、ローヤルゼリーを配合した、20～30代の男性にフォーカスした元気なカラダ作りを応援する乳性飲料。キャッチコピーは“乳性カラダメイキング”。 |
| アミノバイタル                        |                       | 元は味の素のアミノ飲料ブランドであるため、ラベルには「AJINOMOTO」のロゴが記されていた。アサヒとの自動販売機統合後、旧カルピスの自販機ではアサヒの「スーパーH₂O」は缶入り、当商品はペットボトル入りと棲み分けられた。アサヒグループホールディングス傘下に移行したことに伴って販売を終了。2013年（平成25年）3月からは製造ノウハウおよび商標ライセンスに関する契約を締結したキリンビバレッジが販売している。 |
| アルギンZゴールド                     |                       | 元は味の素の栄養ドリンクのブランド。味の素子会社だった2006年にブランドを拝借する形で発売するも、アサヒグループ入りに伴い終売。 |
| 夏のこく甘カルピス                    |                       | 宮古島の雪塩を加えたカルピス。2015年6月29日から期間限定で販売した。翌2016年には「濃いめのカルピス」としてリニューアル販売された。 |
| 桃とカルピス                          | 1998年                | フルーツカルピスシリーズ初のカロリーオフ製品。 |

| 商品名             | 販売時期      | 備考       |
| ------------------ | ------------- | ---------- |
| アイスミルクココア |               |            |
| ほっとミルクココア |               |            |
| ミルクココア       |               |            |
| ココアの季節       |               |            |
| アイスココア       | 1996年4月中旬 | 春夏限定品 |

| 商品名                                                                                | 販売時期 | 備考 |
| ------------------------------------------------------------------------------------- | -------- | --- |
| トラッド                                                                              |          | カルピスが味の素グループ入りするまでは、味の素から発売されていた。 1992年、「ブレンディ」の発売に伴い終売。 |
| AGF（味の素ゼネラルフーヅ）ブランドの缶コーヒー飲料（ブレンディ・カフェ・ラ・モード） |          | 2008年にアサヒ飲料と自動販売機事業を統合し、アサヒには既に「WONDA」があるため販売を終了した。               |

| 商品名             | 販売時期     | 備考 |
| ------------------ | ------------ | --- |
| 静岡上煎茶         |              | |
| 深煎り麦茶         |              | |
| 龍眼紺茶           |              | |
| 本絡茶シリーズ     |              | |
| ごくごく茶シリーズ |              | |
| 録茶シリーズ       |              | |
| 烏龍茶             |              | |
| 半魚井烏龍茶       |              | |
| 中華楼の烏龍茶     |              | |
| 紅茶伝説           |              | 1991年に味の素から譲受した商品の中で唯一、アサヒの子会社になるまで発売されていた。アサヒに「旬摘み紅茶」が存在するため販売を終えた。 |
| 梅烏龍茶           | 1991年頃     | 烏龍茶に梅の風味を加えた烏龍茶飲料。開けると梅の香りが漂う。生産期間も極めて短かった模様。                                           |
| さんぴん茶         |              | |
| 玉露ブレンド一番茶 |              | |
| 宇治抹茶入り玄米茶 |              | |
| 健茶王             |              | |
| ゆうゆう茶         | 1995年3月1日 | 烏龍茶と龍眼を配合したお茶で、商品名は「悠々」に由来する。                                                                           |
| 果実紅茶シリーズ   |              | |
| 桜録茶             |              | |
| 梅録茶             |              | |
| 清麗茶             |              | |
| いいこと茶         |              | |
| ジャスミン録茶     |              | |
| 冴え緑茶           |              | アサヒにすでに「十六茶」などがあるため販売終了。                                                                                     |
| センイティー       | 1990年       | 食物繊維を配合した無糖紅茶 |

## テレビ番組
- 日経スペシャル カンブリア宮殿 超ロングセラー・カルピス...発売100年で過去最高売り上げの秘密!（2019年7月25日、テレビ東京）[45]

## CM出演者
現在
- 長澤まさみ（カルピス・「カルピス」ブランドCMおよびアサヒ飲料合併以前のサウンドロゴも担当。カルピスソーダ・カルピスウォーター（2022年）。過去に、幼児期の子役でも出演しているほかカルピスウォーターシリーズにも契約があった）
- 當真あみ（カルピスウォーター）

### 過去
- 吉永小百合
- 八千草薫
- 薬師丸ひろ子（カルピスソーダ）
- 三田寛子（カルピスソーダ）
- 松尾久美子（カルピスソーダ）
- 伊藤麻衣子（現：いとうまい子）（カルピスソーダ）
- 長嶋茂雄（カルピス、アミールS）
- 広岡達朗
- 藤田元司
- 金田正一

| - 萩本欽一（1976年、トッポ・ジージョと共演） - トッポ・ジージョ（1976年、萩本欽一と共演） - 水森亜土 - 岩崎和子 - 田中邦衛 - 酒井和歌子 - オズモンド・ファミリー - 西田敏行（健茶王） - ジャネット・リン - 熊谷幸子（CMソング担当） | - 可愛かずみ - 斉藤由貴 - 後藤久美子 - 内田有紀 - スターダストレビュー（CMソング担当） - 井上トロ（『どこでもいっしょ』のキャラクター） - BoA - 平山あや - 酒井彩名 - 池松壮亮 - 渡辺弓太郎（ニューヨーク・ヤンキース在籍時の井川慶の専任通訳で高見山大五郎の長男） - 木梨憲武（アミールS） - 森田剛 - 三宅健 - 岡田准一 - 森尾由美（「ウェルチ」のイメージキャラクター） - 川島海荷（カルピスウォーターの映画「私の優しくない先輩」とのコラボレートCM） - 神戸蘭子（「ストロングルト」の広告キャラクター） - 金田哲（カルピスウォーターの映画「私の優しくない先輩」とのコラボレートCM） - 小林星蘭 | - 木村佳乃（ウェルチ） - 能年玲奈（現：のん）（カルピスウォーター） - 鈴木ちなみ（カルピスフルーツパーラー） - 南沢奈央（「アミールS」の広告キャラクター） - 山本裕典（カルピスソーダ） - 桐谷健太（カルピスオアシス） - 黒島結菜（カルピスウォーター） - 岡田将生（カルピスソーダ） - 徳井義実（カルピスオアシス） - 渡辺大知（カルピスソーダ） - バカリズム（カラダカルピス） - 永野芽郁（カルピスウォーター） - 小手伸也（カルピスウォーター。先述の永野芽郁と共演） - 竹野内豊（カラダカルピス） - クリス・ハート（カルピス ライトブルー。先述の長澤まさみと共演） |

## 歴代CMソング
| 年     | 歌手名                        | 曲名                                   | 備考 |
| ------ | ----------------------------- | -------------------------------------- | --- |
| 1970年 | オズモンド・ブラザーズ        | カルピスのうた                         | カルピス |
| 1971年 | オズモンド・ブラザーズ        | カルピスのうた                         | カルピス |
| 1972年 | オズモンド・ブラザーズ        | カルピスのうた                         | カルピス |
| 1982年 | 尾崎亜美                      | My Song for You (CALPIS for you)       | カルピス |
| 1982年 | 三田寛子                      | 駈けてきた処女（おとめ）               | カルピスソーダ |
| 1983年 | 来生たかお                    | まどろみミステリー                     | カピーホワイト |
| 1984年 | スターダストレビュー          | 夢伝説                                 | 『夏の氷カルピス篇』 |
| 1984年 | 鈴木雄大                      | 君は誘惑風                             | カルピスソーダ |
| 1986年 | 斉藤由貴                      | 予感                                   | カルピス |
| 1987年 | 斉藤由貴                      | ONE                                    | カルピス |
| 1987年 | 斉藤由貴                      | うしろの正面だあれ                     | カルピス・ホットカルピス |
| 1992年 | マイカ・プロジェクト          | 白いKiss                               | カルピスウォーター |
| 1993年 | 大貫妙子                      | しあわせのサンドウィッチ               | カルピスウォーター |
| 1994年 | 山下久美子                    | 宝石                                   | カルピス |
| 1994年 | class                         | 永遠の素顔                             | カルピスウォーター |
| 1994年 | NOKKO                         | ライブがはねたら                       | カルピスウォーターライト |
| 1995年 | 内田有紀                      | 明日は明日の風が吹く                   | カルピスウォーター |
| 1997年 | 岡村孝子                      | 明日の幸せ                             | カルピスウォーター |
| 1998年 | Coming Century                | 夏のかけら                             | カルピスウォーター |
| 1998年 | やまがたすみこ                | -                                      | カルピス ホット ギフト |
| 2000年 | aiko                          | 桜の時                                 | カルピスウォーター |
| 2001年 | My Little Lover               | 日傘 〜japanese beauty〜               | カルピスウォーター |
| 2002年 | スピッツ                      | ハネモノ                               | カルピスウォーター |
| 2002年 | 山下達郎                      | 夏コイの味                             | カルピスウォーター『夏コイの味篇』 |
| 2003年 | BoA                           | Shine We Are!                          | カルピスウォーター・アミノカルピス |
| 2003年 | つじあやの                    | ありきたりなロマンス                   | カルピスウォーター |
| 2003年 | ウルフルズ                    | 愛がなくちゃ                           | カルピスギフト |
| 2004年 | ウルフルズ                    | バンザイ 〜好きでよかった〜            | カルピスウォーター『初恋の味篇』(トータス松本出演) |
| 2004年 | BoA                           | コノヨノシルシ                         | カルピスウォーター・カルピスウォーター世界フルーツ紀行シチリア島レモン |
| 2005年 | サンボマスター                | 歌声よおこれ                           | カルピスウォーター・カルピスソーダ『青春と恋／予告ホームラン篇』『青春と恋／ラブレター篇』                                                                                        |
| 2005年 | joy (藤井ミチヨ)              | Wonderful Day (カルピスできたよ)       | カルピスウォーター『春の女の子篇』『春の兄弟篇』『夏の女の子篇』『夏の兄弟篇』 |
| 2006年 | サクラメリーメン              | サイハテホーム                         | カルピスウォーター『まさみの想い・クマ篇』『まさみの想い・海篇』 |
| 2007年 | D-51                          | Forever Friends                        | カルピスウォーター『少年の夏・バス停篇』 |
| 2007年 | 風味堂                        | そっとLove Song…                       | ザ・プレミアムカルピス |
| 2008年 | D-51                          | Travelers of life                      | カルピスウォーター『まさみの告白篇』 |
| 2009年 | 阿部真央                      | I wanna see you                        | カルピスウォーター『ガンバレ初恋 こっそり篇』 |
| 2010年 | 阿部真央                      | ロンリー                               | カルピスウォーター『初恋実況 あいつのボトル篇』『初恋実況 二人きり篇』 |
| 2010年 | 小田切大                      | やってみようのうた                     | カルピスウォーター |
| 2011年 | aiko                          | 恋のスーパーボール                     | カルピスウォーター |
| 2012年 | NICO Touches the Walls        | 夏の大三角形                           | カルピスウォーター『全力の君に ライブ準備篇』 |
| 2012年 | 平井大                        | Angel 〜First Love〜 feat.ALEXXX       | カルピスウォーターゼロ |
| 2013年 | いきものがかり                | 1 2 3 〜恋がはじまる〜                 | カルピスウォーター『恋の宣誓 春／夏篇』 |
| 2013年 | 田島貴男                      | CALPIS for you                         | カルピスウォーター『未来へピース篇』 |
| 2013年 | 前川清                        | 東京砂漠                               | カルピス オアシス『都会のオアシス篇』 |
| 2013年 | GReeeeN                       | イカロス                               | カルピスソーダ『カルピスソーダ スーパーシズルLIVE篇』 |
| 2014年 | いきものがかり                | ラブソングはとまらないよ               | カルピスウォーター『映画みたいな恋篇／夏祭りの恋篇』 |
| 2014年 | ファンキー加藤                | 輝け                                   | カルピスソーダ『白熱！大凧揚げ篇』 |
| 2014年 | 浜崎貴司×つじあやの           | CALPIS for you                         | カルピスウォーター『未来へピース篇』 |
| 2015年 | YOUR SONG IS GOOD             | 涙を吹き飛ばせ！                       | カルピスソーダ『ジンセーを走りつづける！篇』 |
| 2015年 | Mr.Children                   | 運命                                   | カルピスウォーター『海の近くで 初夏篇／風鈴の中で 夏篇』 |
| 2016年 | BUMP OF CHICKEN               | 宝石になった日                         | カルピスウォーター『登場篇／青春と花火篇』 |
| 2017年 |                               | 全力少年                               | カルピスウォーター『全力で少年篇』 |
| 2017年 | secret base〜君がくれたもの〜 | カルピスウォーター『君と夏の終わり篇』 | |
| 2018年 | SHISHAMO                      | 水色の日々                             | カルピスウォーター『大・卒業篇』 |
| 2018年 | SHISHAMO                      | ねぇ、                                 | カルピスウォーター『大・告白篇』 |
| 2019年 | UA                            | ラブリー                               | カルピスブランド100周年『宣言篇』『卒業篇』『こどもの日篇』『七夕篇』 |
| 2020年 | Official髭男dism              | パラボラ                               | カルピスウォーター『春のドキドキ篇／夏のドキドキ篇』 |
| 2021年 | Official髭男dism              | パラボラ                               | カルピスウォーター『砂浜篇』 |
| 2022年 |                               | 風になりたい                           | カルピスブランド『最近飲んでる?篇』 カルピス THE RICH『THE RICHを語る篇』 カルピスソーダ『のどがきもちいい篇』 カルピスウォーター『甘ずっぱい日常篇』『いい顔にしかなれない味篇』 |

## 提供番組
- 安住紳一郎の日曜天国（TBSラジオ）

にち10ダバダ(10時台)のみ提供。提供読みは「カルピスでお馴染みのアサヒ飲料」→「アサヒ飲料」。毎週投稿者への景品も提供。
現在はスポットCM、またはアサヒ飲料提供番組で商品CMを流している。

### 過去
- 飛び出せ!科学くん
- 笑撃!ワンフレーズ
- オレたち!クイズMAN
- ウンナンのラフな感じで。
- ウンナン極限ネタバトル! ザ・イロモネア 笑わせたら100万円
- 誰も知らない泣ける歌
- HEY!HEY!HEY! MUSIC CHAMP
- 1億人の大質問!?笑ってコラえて!
- チェック!ザ・No.1
- めちゃ×2イケてるッ!
- 木曜座
- ジョブチューン アノ職業のヒミツぶっちゃけます!

テレビアニメや特撮番組
- カルピスまんが劇場[注 5]
  - どろろ（後半は『どろろと百鬼丸』）
  - ムーミン
  - アンデルセン物語
  - 山ねずみロッキーチャック
  - アルプスの少女ハイジ
- 世界名作劇場（カルピス劇場）
- 愛の学校クオレ物語（一社提供）
- ワンワン三銃士（一社提供）
- 星のカービィ[注 6]
- ちびまる子ちゃん[注 7]
- ケータイ捜査官7[注 8]